# San Juan, Veracruz
San Juan är en ort i Mexiko.   Den ligger i kommunen Papantla och delstaten Veracruz, i den sydöstra delen av landet, 230 km nordost om huvudstaden Mexico City. San Juan ligger 128 meter över havet och antalet invånare är 171.
Terrängen runt San Juan är platt. Runt San Juan är det ganska tätbefolkat, med 179 invånare per kvadratkilometer. Närmaste större samhälle är Papantla de Olarte, 15,8 km sydväst om San Juan. Omgivningarna runt San Juan är en mosaik av jordbruksmark och naturlig växtlighet.